# Лејкин (Канзас)
Лејкин (енгл. Lakin) град је у америчкој савезној држави Канзас.

## Демографија
По попису из 2010. године број становника је 2.216, што је 100 (-4,3%) становника мање него 2000. године.
| Група             | 2000.         | 2010.         |
| Белци             | 1.671 (72,2%) | 1.518 (68,5%) |
| Афроамериканци    | 19 (0,8%)     | 7 (0,3%)      |
| Азијати           | 8 (0,3%)      | 0 (0,0%)      |
| Хиспаноамериканци | 578 (25,0%)   | 640 (28,9%)   |
| Укупно            | 2.316         | 2.216         |